# Blackburn B-20
Blackburn B-20 – eksperymentalny wodnosamolot zwiadowczy będący połączeniem wodnosamolotu pływakowego i łodzi latającej.
Podczas startu i lądowania opuszczany był pływak centralny i małe pływaki pod skrzydłowe. Podczas lotu elementy te były podnoszone co upodabniało samolot do łodzi latającej.
Projekt powstał w odpowiedzi na wymagania brytyjskiego Ministerstwa Lotnictwa R.1/36
Samolot oblatano w marcu 1940 roku.
7 kwietnia 1940 roku samolot został rozbity i program uległ likwidacji.
Prototyp nie był uzbrojony, przewidywano wyposażenie go w 8 karabinów maszynowych kaliber 7,7 mm w trzech wieżyczkach oraz ładunek do 900 kg bomb